# 永犬丸駅
永犬丸駅（えいのまるえき）は、福岡県北九州市八幡西区里中一丁目にある、筑豊電気鉄道筑豊電気鉄道線の駅である。駅番号はCK08。

## 歴史
- 1956年（昭和31年）3月25日：開業。
- 1962年（昭和37年）9月1日：渡り線廃止。
- 2013年（平成25年）5月1日：定期券・回数券発売所閉鎖。

## 駅構造
相対式ホーム2面2線を持つ地上駅である。無人駅だが2013年4月までは定期券販売所が設置されていた。かつては折り返し列車が設定されていた。
| ホーム | 路線        | 行先               | 備考 |
| ------ | ----------- | ------------------ | ---- |
| 1      | ■筑豊電鉄線 | 楠橋・筑豊直方方面 |      |
| 2      | ■筑豊電鉄線 | 穴生・黒崎駅前方面 |      |

※実際には上記ののりば番号標はない、上記の番号は列車運転指令上の番線番号である。

## 利用状況
2021年度の1日平均乗降人員は965人である。
近年の1日平均乗車人員は以下の通りである。
| 年度 | 1日平均 乗車人員 | 1日平均 乗降人員 |
| ---- | ---------------- | ---------------- |
| 2011 | 706              | 1,346            |
| 2012 | 705              | 1,400            |
| 2013 | 756              | 1,493            |
| 2014 | 700              | 1,385            |
| 2015 | 712              | 1,409            |
| 2016 | 721              | 1,426            |
| 2017 | 708              | 1,401            |
| 2018 | 663              | 1,296            |
| 2019 | 600              | 1,183            |
| 2020 |                  | 849              |
| 2021 |                  | 965              |

## 駅周辺
駅の周辺は閑静な住宅街が広がっている。
- 北九州市立永犬丸小学校
- 北九州市立永犬丸中学校
- 福岡県立八幡南高等学校
- 第二文化幼稚園
- 八幡みなみ幼稚園
- 日本郵政八幡永犬丸郵便局
- 榊姫神社
- 八幡厚生病院

### バス路線
- 西鉄バス北九州「筑鉄永犬丸」停留所 - 駅前県道中間引野線上。
  - 74,74-1,74-2：養福寺・引野口・泉ヶ浦・宮の谷・則松・皇后崎・黒崎
  - 77「永犬丸」停留所・折尾駅・産業医科大学病院・小嶺方面

## 隣の駅
筑豊電気鉄道
■筑豊電気鉄道線
今池駅 (CK07) - 永犬丸駅 (CK08) - 三ヶ森駅 (CK09)